# Tatra nábytek Pravenec
Tatra nábytek, n. p. Pravenec (slovensky Tatra nábytok) byl československý národní podnik, který existoval mezi lety 1958 a 1990. Zabýval se sériovou výrobou nábytku, zejména sedacího z ohýbaného dřeva (židle, křesla), ale také stolů a skříní pro obývací pokoje. Sedací nábytek se vyvinul z levnější varianty k prvorepublikovému Thonetu, díky tomu, že Tatra nábytek převzala martinskou firmu Ladislav Dobrovits and Co., která za první republiky tento nábytek vyráběla. Firma měla ředitelství ve slovenském Pravenci společně s výzkumným a návrhářským ateliérem. Další závody se nacházely v Prievidzi, Kamenci pod Vtáčnikom, Martině a Turčianských Teplicích. Hlavními designéry podniku byly Ladislav Gatial (jeho návrh sedačky získal 3. cenu na světové výstavě v Montrealu), architekt Miroslav Škriniar, Ondrej Čverha a Štefan Bílik.

## Produkty
- Lotos – skříňová sestava do obývacího pokoje světlé[6] barvy z javoru a mahagonu, která měla přední výplně ze štípaného rotangu a režného plátna od architekta Pokorného. Sériově vyráběná od roku 1980 a dodávaná do celého světa i na domácí trh.[7]
- Treslo – bukové tmavěhnědé křeslo z roku 1984 jehož autorem byl Štefan Bilík.[8] Křeslo z tvarované překližky a vrstvené lamely získalo zlatou medaili na brněnském veletrhu spotřebního zboží.[9]
- Kozička – židle z bukového dřeva z roku 1980 z návrhu Ondřeje Čverhy.[8]
- Somza – polohovatelné křeslo z návrhu architekta Ondřeje Čverhy z roku 1982.[10]
- Riwa – čalouněná sedací souprava z návrhu architekta Karla Lapky (pol. 80. let 20. století). Obdélníkový čalouněný hranol na kovových nožkách, je ukončen změkčenou sedací částí, která mírně přesahuje směrem dopředu v jemném obloučku. Opěrná část je rovná do pravého úhlu k části sedací. Polstrování ve tvaru oblouku směrem dopředu. Jednolitý materiál pokryt pruhy.[11]
- Schow – jídelní set Miroslava Skriniara z poloviny 80. let.[5]
- Prednôžka – židle navržená Ondrejem Čverhou z poloviny 80. let.[5]
- Rena – skříňový systém od Ing. Schneidera s výklopnou deskou pro stolování z tmavě mořeného buku ze začátku 80. let.[7]
- Tatra – skříňový systém od Františka[12] Jiráka ze začátku 80. let.[7]
- Nicol – sedací čalouněná soustava s rohovým dílem a možností rozložit na válendu složená ze sedmi částí navržená Ladislavem Gatialem[13]. V roce 1977 se prodávala v obchodním domě Bílá labuť v Praze za 10 300 Kčs.[14]
- O-47 – obývací pokoj z roku 1955 od Františka Jiráka vyráběný v Tatře Pravenec až do začátku let 80.[15]
- Židle 53-92 – židle s výpletem sedákem od Ladislava Gatiala získala v roce 1973 zlatou medaili na MVSZ Brno.[13]
- TN 00-06 – řezaná židle s čalouněným sedákem od architekta Gatiala získala zlatou medaili v roce 1975 na MVSZ Brno.[13]